# Хекла (Јужна Дакота)
Хекла (енгл. Hecla) град је у америчкој савезној држави Јужна Дакота.

## Демографија
По попису из 2010. године број становника је 227, што је 87 (-27,7%) становника мање него 2000. године.
| Група             | 2000.       | 2010.       |
| Белци             | 311 (99,0%) | 221 (97,4%) |
| Афроамериканци    | 0 (0,0%)    | 0 (0,0%)    |
| Азијати           | 0 (0,0%)    | 1 (0,4%)    |
| Хиспаноамериканци | 0 (0,0%)    | 3 (1,3%)    |
| Укупно            | 314         | 227         |